# Jérémie Szeftel
Pour les articles homonymes, voir Szeftel.
Jérémie Szeftel (né en 1977) est un mathématicien français, spécialiste des équations aux dérivées partielles non linéaires et plus particulièrement des équations de la relativité générale et de l'équation de Schrödinger non linéaire. 

## Formation
Szeftel passe l'agrégation en 2002 et soutient son doctorat en 2004 sous la direction de Laurence Halpern à l'université Paris-XIII avec une thèse intitulée Calcul pseudo-différentiel et para-différentiel pour l'étude des conditions aux limites absorbantes et des propriétés qualitatives des EDP non linéaires. Il obtient son habilitation en 2012. En tant qu'étudiant postdoctoral, il est professeur et professeur adjoint invité à l'université de Princeton de 2004 à 2009. À partir de 2004, il est recruté comme chercheur au CNRS, d'abord à l'université de Bordeaux, puis à l'École normale supérieure de Paris à partir de 2009. Depuis 2010, il enseigne à temps partiel à l'École polytechnique, où il succède à Jean-Pierre Bourguignon. Depuis 2013, il est promu directeur de recherches au CNRS à l'université Pierre-et-Marie-Curie (Paris VI) (laboratoire Jacques-Louis Lions).

## Travaux
Jérémie Szeftel s'intéresse surtout aux équations de la relativité générale et à l'équation de Schrödinger non linéaire, sur laquelle il a notamment travaillé avec Pierre Raphaël et Frank Merle sur l'existence et la stabilité de solutions d'agrandissement. Avec Sergiu Klainerman et Igor Rodnianski, il a prouvé la conjecture sur la courbure {\displaystyle L^{2}} dans la théorie de la relativité générale (dans le problème de Cauchy des équations du vide d'Einstein). Ce travail est considéré comme une avancée dans la compréhension mathématique de la théorie de la relativité générale, ce qui pourrait permettre de progresser sur un autre sujet important et ouvert, l'hypothèse de la censure cosmique. Cette hypothèse a été émise par Sergiu Klainerman quelque quinze ans plus tôt et fournit un cadre minimal dans lequel des solutions aux équations d'Einstein s'appliquent.

## Prix et distinctions
En 2014, il est invité au Congrès international des mathématiciens à Séoul avec une conférence intitulée « The resolution of the bounded L2 curvature conjecture in general relativity ». En 2009, il reçoit le prix des jeunes scientifiques de la Fondation Sciences Mathématiques de Paris. En 2007, il reçoit le prix Peccot du Collège de France (« Problèmes mathématiques autour de la conjecture de courbure L2 pour les équations d'Einstein ») et en 2014 le prix Alexandre-Joannidès de l'Académie des sciences.
En 2023 il est lauréat du prix Bôcher, avec Frank Merle, Pierre Raphaël et Igor Rodnianski, pour leurs travaux novateurs qui ont démontré l'existence de solutions explosives pour l'équation de Schrödinger non linéaire défocalisante dans certains régimes supercritiques et pour les équations d'Euler et de Navier-Stokes compressibles,,. Il reçoit également un Clay Research Award avec les mêmes collaborateurs.

## Publications choisies
- Sergiu Klainerman et Igor Rodnianski, « The bounded L2 curvature conjecture », Inventiones Mathematicae, vol. 202, no 1,‎ 2015, p. 91-216 (MR 3402797)
- Éric Dumas, David Lannes et Jérémie Szeftel, « Variants of the focusing NLS equation: derivation, justification and open problems related to filamentation », dans Andre D. Bandrauk, Emmanuel Lorin, Jerome V. Moloney, Laser Filamentation, Springer, coll. « CRM series in mathematical physics », 2016, xii+216 (ISBN 978-3-319-23083-2, DOI 10.1007/978-3-319-23084-9), p. 19-75
- Frank Merle, Pierre Raphaël, Igor Rodnanski et Jérémie Szeftel, « On the implosion of a compressible fluid I: smooth self-similar inviscid profiles », Annals of Mathematics, 2e série, vol. 196, no 2,‎ 2022, p. 567-778 (MR 4445442)
- Frank Merle, Pierre Raphaël, Igor Rodnanski et Jérémie Szeftel, « On the implosion of a compressible fluid II: singularity formation », Annals of Mathematics, 2e série, vol. 196, no 2,‎ 2022, p. 779-889 (MR 4445443)
- Frank Merle, Pierre Raphaël, Igor Rodnanski et Jérémie Szeftel, « On blow up for the energy super critical defocusing nonlinear Schrödinger equations », Inventiones Mathematicae, vol. 227, no 1,‎ 2022, p. 247-413 (MR 4359478)